# Stuwdam van Krasnojarsk

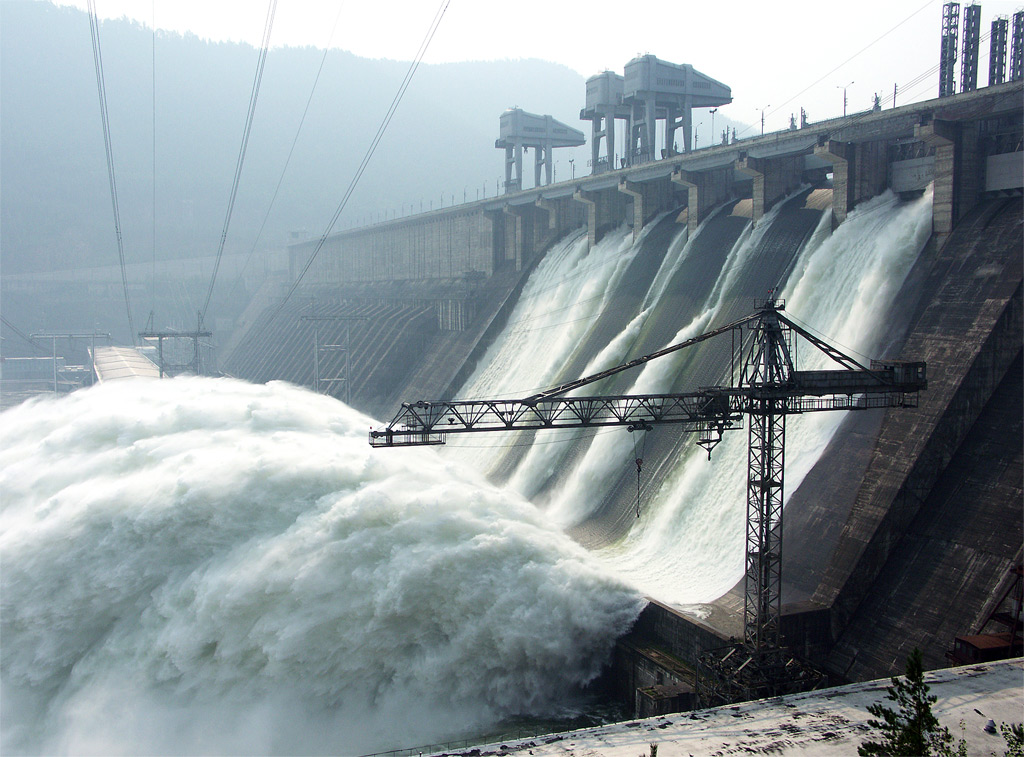
Stuwdam van Krasnojarsk

De Stuwdam van Krasnojarsk (Russisch: Красноя́рская гидроэлектроста́нция; [Krasznojarszkaja gidroelektrostantsjija]) ligt aan de Jenisej ongeveer 30 kilometer ten zuiden (stroomopwaarts) van Krasnojarsk bij de stad Divnogorsk. Aan de stuwdam werkten tijdens de bouw constant ongeveer 20.000 mensen. De dam werd voltooid in 1972. De jaarlijkse productie van de waterkrachtcentrale Krasnojarskaja bedraagt 6000 MW, waarmee het de tweede is van Rusland na de Sajano-Sjoesjenskaja (6400 MW) en de 5e van de wereld. Er is echter een nieuwe dam in aanbouw ongeveer 1200 kilometer noordelijker bij Toeroechansk die de grootste van wereld moet worden en jaarlijks 20.000 MW moet gaan produceren. Om de scheepvaart doorgang te verlenen is de dam van Krasnojarsk voorzien van een scheepslift.
Door de bouw van de dam ontstond het Stuwmeer van Krasnojarsk, de achtste naar grootte van Rusland, met een oppervlakte van 2130 km², een volume van 73,3 km³, een lengte van 388 km, een breedte van 15 km (op de breedste plek) en een gemiddelde diepte van 36,6 meter (105 meter bij de dam). De bouw van de dam voor de waterkrachtcentrale zorgde voor een grote lokale klimaatverandering. Voor de bouw van de dam kende de Jenisej 196 ijsvrije dagen, na de bouw is de rivier het hele jaar ijsvrij tot 300 tot 400 kilometer benedenloops. Door de enorme hoeveelheid water die is opgeslagen in het stuwmeer is het klimaat er warmer en vochtiger geworden.

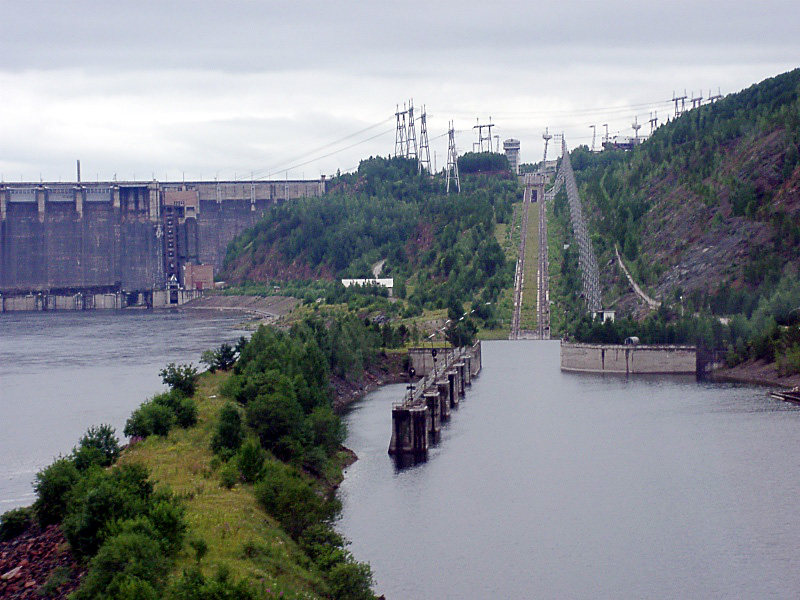
Scheepslift bij de stuwdam
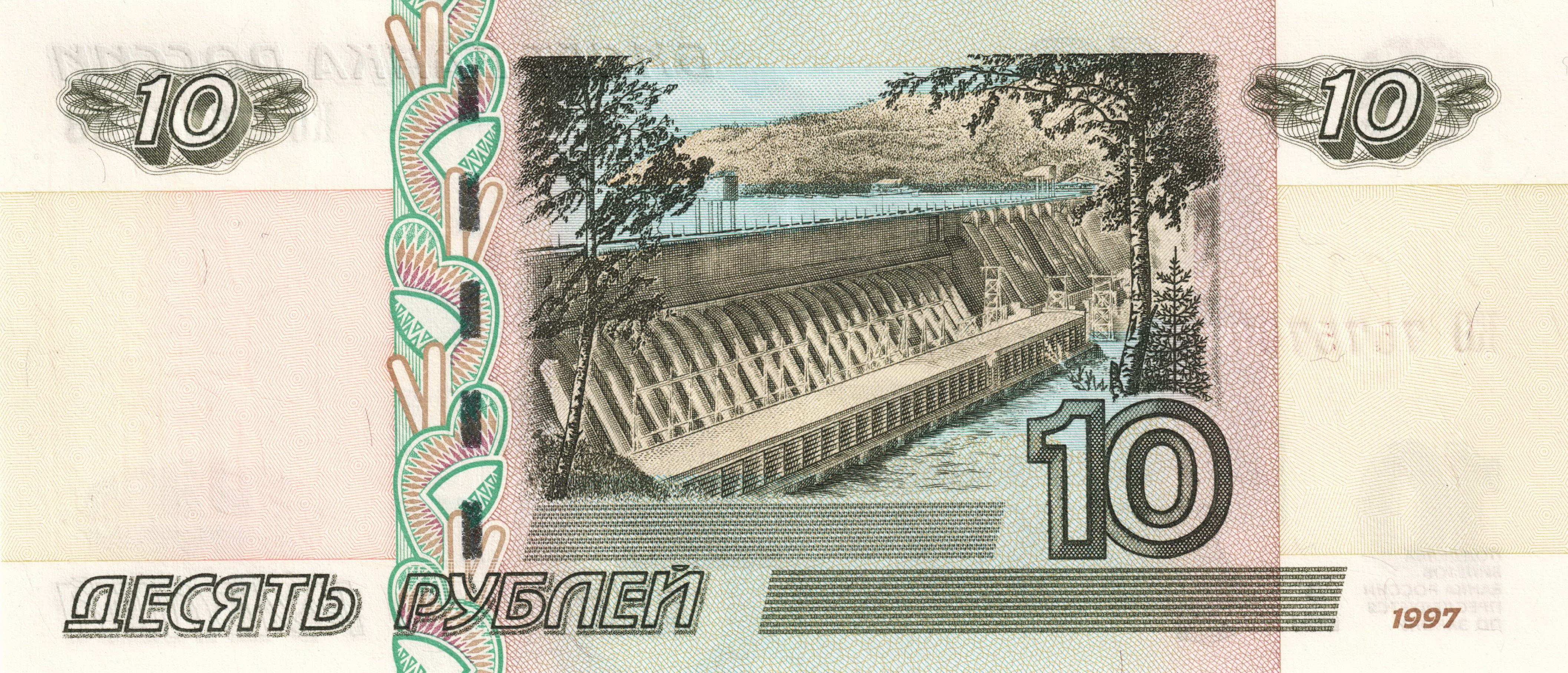
De stuwdam op het Russische biljet van 10-roebel